# Epiphryne autocharis
Epiphryne autocharis là một loài bướm đêm trong họ Geometridae.